# Jaan Poska
Jaan Poska (Kirikuküla, tegenwoordig Laiusevälja, 24 januari 1866 – Tallinn, 7 maart 1920) was een Estisch politicus. Hij was een van de grondleggers van het onafhankelijke Estland en de eerste minister van Buitenlandse Zaken van dat land.

## Jeugd
Poska was het vijfde van twaalf kinderen in een arme, Russischtalige familie. Zijn voornaam was oorspronkelijk Ivan; Jaan is het Estische equivalent van die naam. Zijn vader was koster in een Russisch-Orthodoxe Kerk. Hij ging naar school in Tuhalaane, Laiuse, Riga en Tallinn. In 1886 begon hij aan de Universiteit van Tartu aan een geneeskundestudie, maar na een jaar stapte hij over op rechtsgeleerdheid. Naast zijn studie volgde hij colleges in de germanistiek. Onder het pseudoniem Jaan Karu publiceerde hij vertalingen van het Russisch naar het Estisch.

## Politicus
In 1890 studeerde Jaan Poska af. Hij vestigde zich in Tallinn als advocaat. In 1895 trouwde hij met Constance Ekström (1870–1926). Het paar kreeg negen kinderen.
In 1904 werd hij in Tallinn lid en in 1905 voorzitter van de gemeenteraad. Tijdens de revolutie van 1905 werd hij door de tsaristische autoriteiten voor korte tijd vastgezet. Daarna mocht hij zijn politieke carrière voortzetten. In de jaren 1913-1917 was hij burgemeester van Tallinn.
De Februarirevolutie van 1917 had ook gevolgen voor Estland. In maart 1917 voegde de nieuwe Russische regering het gouvernement Estland samen met het noordelijk deel van het gouvernement Lijfland, waar ook Esten de grootste bevolkingsgroep vormden. Tussen maart en november 1917 trad Jaan Poska op als gouvernementscommissaris voor het nieuwe autonoom gouvernement Estland namens de Voorlopige Regering. In mei en juni 1917 organiseerde Poska verkiezingen voor een voorlopig parlement van het autonoom gouvernement Estland, de Maapäev. In de herfst van dat jaar werd Poska ook verkozen tot lid van de Russische Grondwetgevende Vergadering namens de conservatief-liberale Estische Democratische Partij (Eesti Demokraatlik Erakond), de voorloper van de Estische Volkspartij.

## Minister en diplomaat
Op 24 februari 1918 riep de Maapäev de onafhankelijkheid van Estland uit. Jaan Poska kreeg de post van minister van Buitenlandse Zaken in de eerste voorlopige regering. De dag na het uitroepen van de onafhankelijkheid werd Estland echter door Duitse troepen bezet. Die bezetting duurde tot de Duitse capitulatie op 11 november 1918.
De dag daarna, 12 november 1918, trad de tweede voorlopige regering aan. Poska was in deze regering plaatsvervangend minister-president (onder Konstantin Päts) en minister van Justitie. In de derde voorlopige regering (27 november 1918 – 9 mei 1919) en de eerste regering-Strandman was hij weer minister van Buitenlandse Zaken. Op 20 september 1919 trad hij af. Ants Piip werd zijn opvolger. Poska bleef als diplomaat Estland dienen.
Tussen 22 november 1918 en 3 januari 1920 bevocht Estland in de Estische Onafhankelijkheidsoorlog de Sovjet-Unie. Als minister en als diplomaat reisde Poska naar diverse Europese hoofdsteden om steun voor Estland te verkrijgen. Hij nam namens Estland deel aan de Vredesconferentie van Parijs (18 januari 1919 – 21 januari 1920), waar werd besproken hoe het verder moest na de Eerste Wereldoorlog. Tussen 4 december 1919 en 2 februari 1920 trad hij op als Estische delegatieleider bij de vredesonderhandelingen met de Sovjet-Unie, die eindigden met de Vrede van Tartu.
Vanaf 23 april 1919 maakte Poska ook deel uit van de Grondwetgevende vergadering (Asutav Kogu) van Estland.

## Dood
Jaan Poska overleed onverwachts in Tallinn op 7 maart 1920. Hij ligt begraven op het Aleksander Nevskikerkhof in de wijk Juhkentali.
Zijn woonhuis in de Tallinnse wijk Kadriorg is sinds 2008 een museum. In die wijk is ook een Jaan Poska tänav, Jaan Poskastraat. Ook staat er sinds 2015 een beeld van Poska van de hand van de beeldhouwer Elo Liiv.
In 2016 gaf Estland een munt van 10 euro uit met de beeltenis van Jaan Poska.

## Foto's

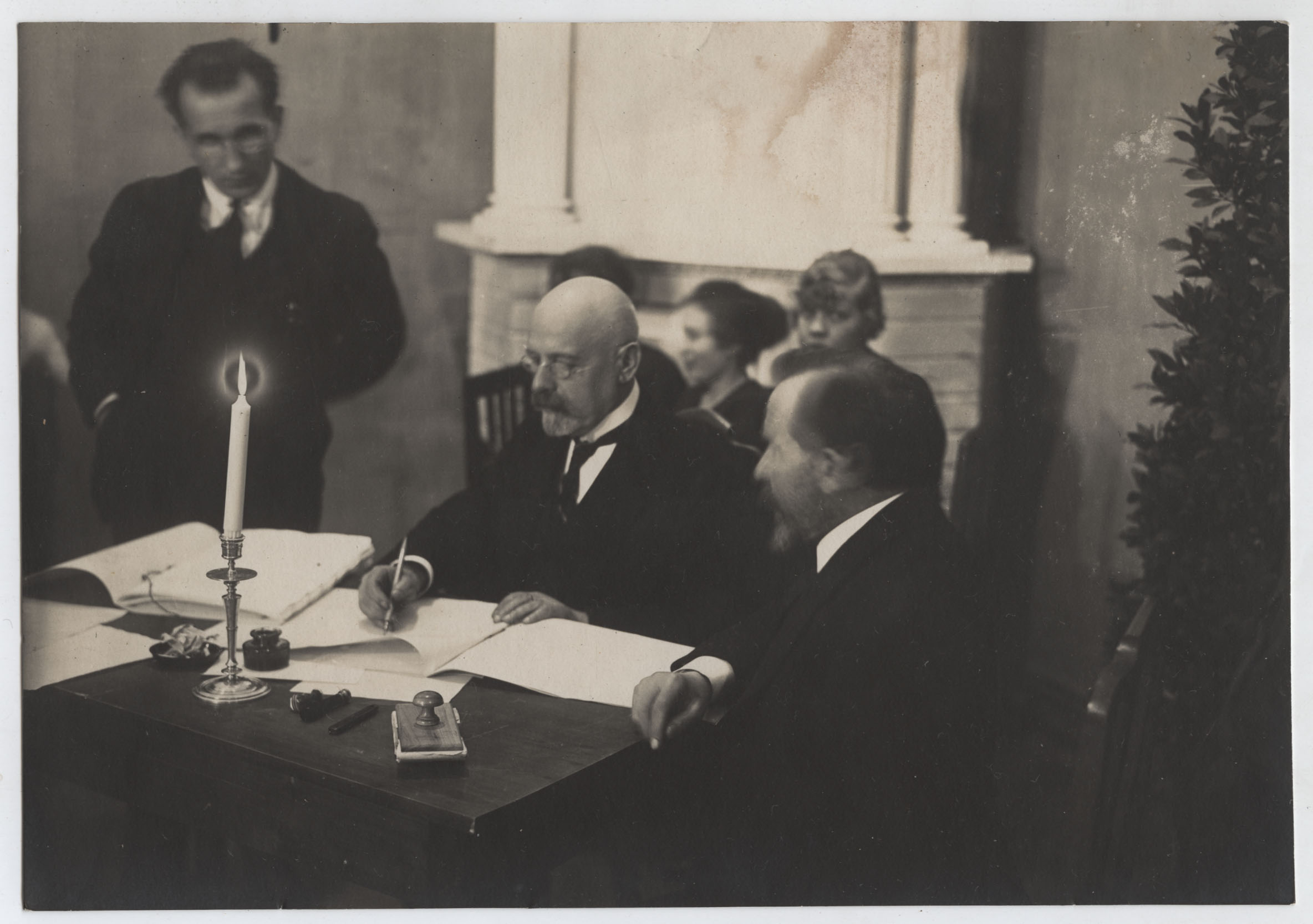
Jaan Poska ondertekent als leider van de Estische delegatie het vredesverdrag met de Sovjet-Unie, Tartu, 2 februari 1920
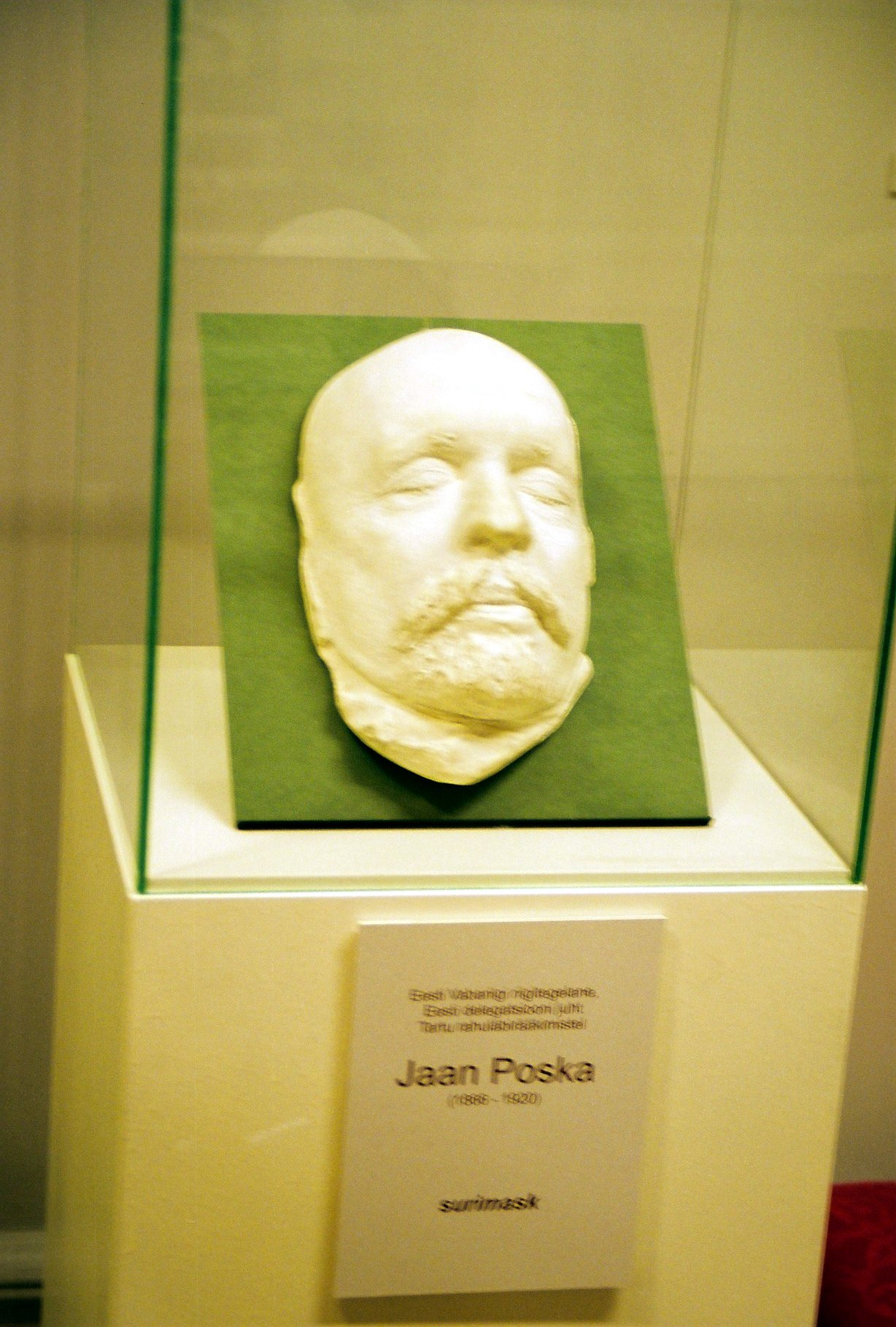
Dodenmasker van Jaan Poska, dat wordt bewaard in het stedelijk museum van Tartu
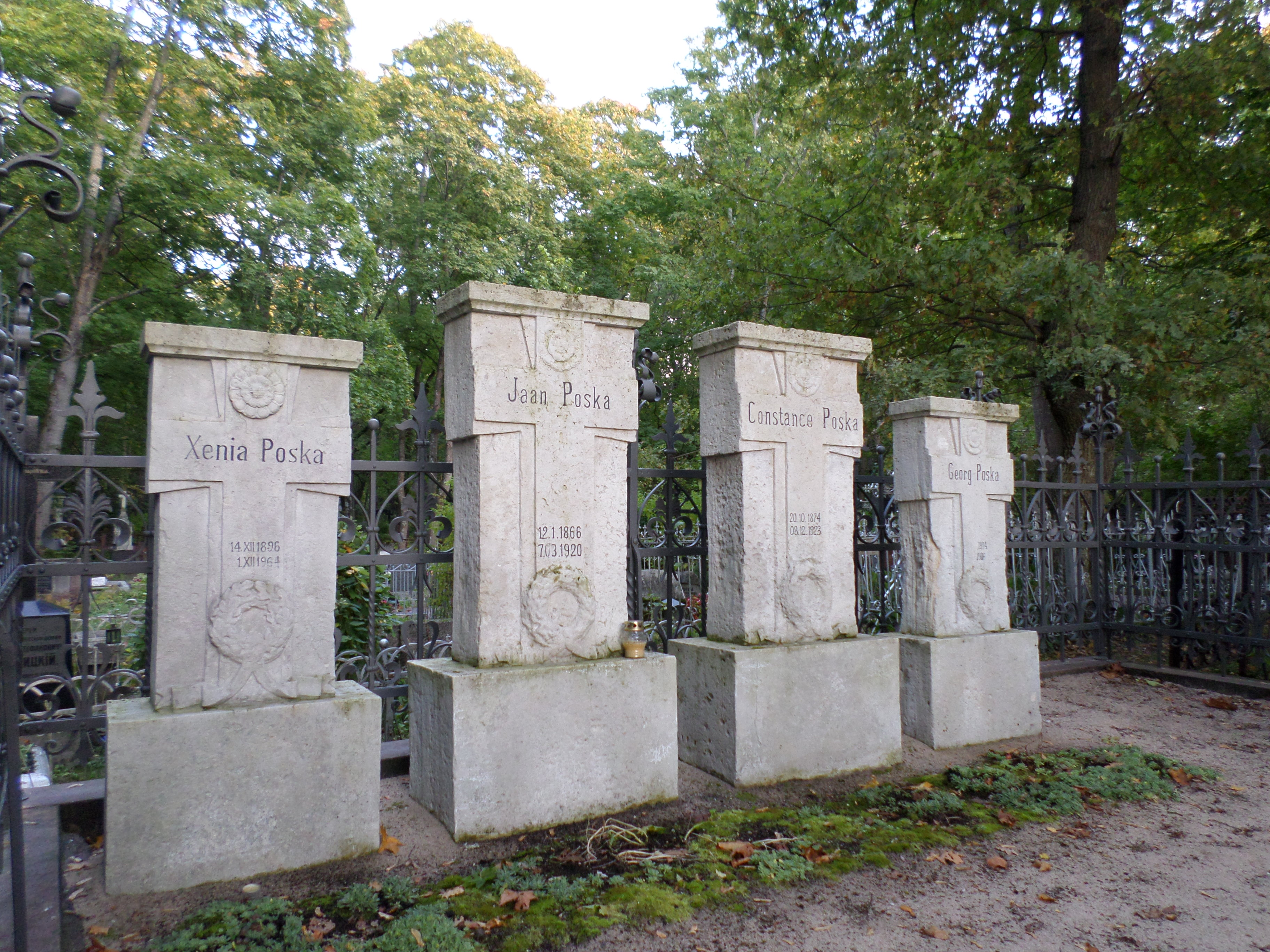
Familiegraf van de familie Poska
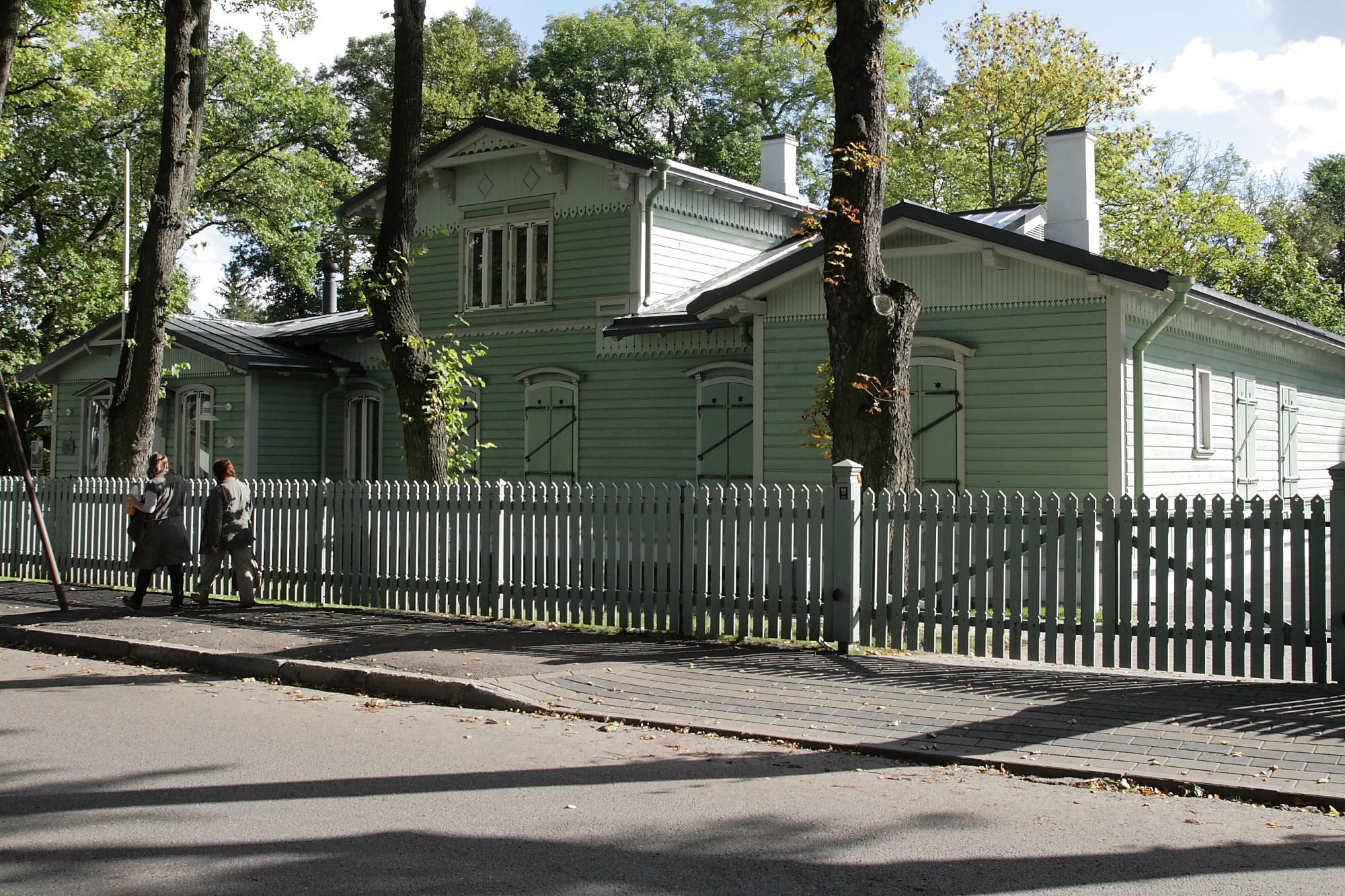
Woonhuis van Jaan Poska in Tallinn, nu museum
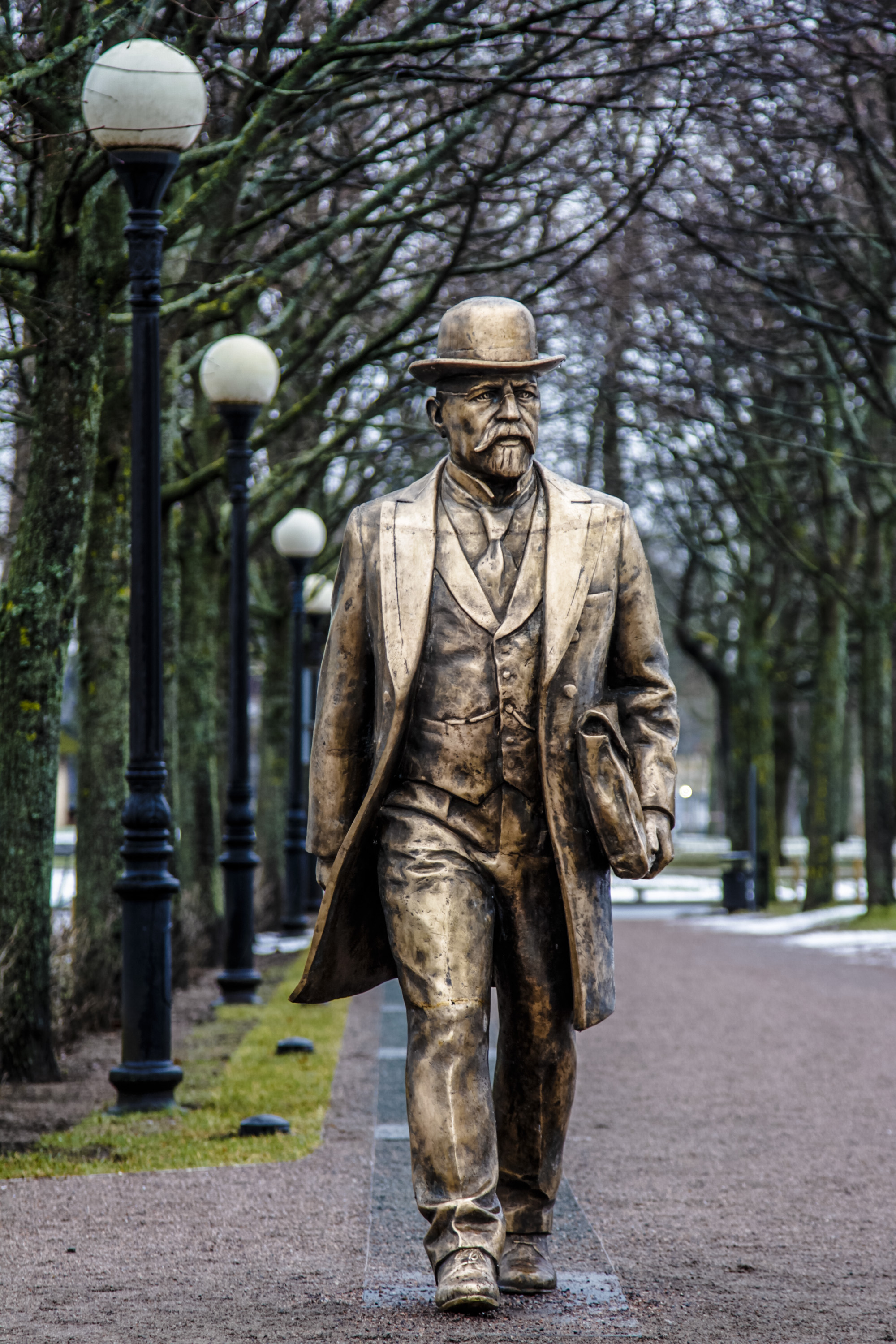
Monument voor Jaan Poska in Tallinn

- Gemeinsame Normdatei: 119105500
- International Standard Name Identifier: 0000 0003 8274 1824
- Library of Congress Control Number: no91020029
- Virtual International Authority File: 265797545
- WorldCat: E39PBJjxpbbtPHjFjfqKX6y8G3